# Municipio de Garnet
El municipio de Garnet (en inglés: Garnet Township) es un municipio ubicado en el condado de Divide en el estado estadounidense de Dakota del Norte. En el año 2010 tenía una población de 21 habitantes y una densidad poblacional de 0,23 personas por km².

## Geografía
El municipio de Garnet se encuentra ubicado en las coordenadas 48°40′11″N 103°27′41″O / 48.66972, -103.46139. Según la Oficina del Censo de los Estados Unidos, el municipio tiene una superficie total de 92.55 km², de la cual 91,79 km² corresponden a tierra firme y (0,82 %) 0,76 km² es agua.

## Demografía
Según el censo de 2010, había 21 personas residiendo en el municipio de Garnet. La densidad de población era de 0,23 hab./km². De los 21 habitantes, el municipio de Garnet estaba compuesto por el 100 % blancos. Del total de la población el 0 % eran hispanos o latinos de cualquier raza.